# Necropoli dei bambini di Lugnano

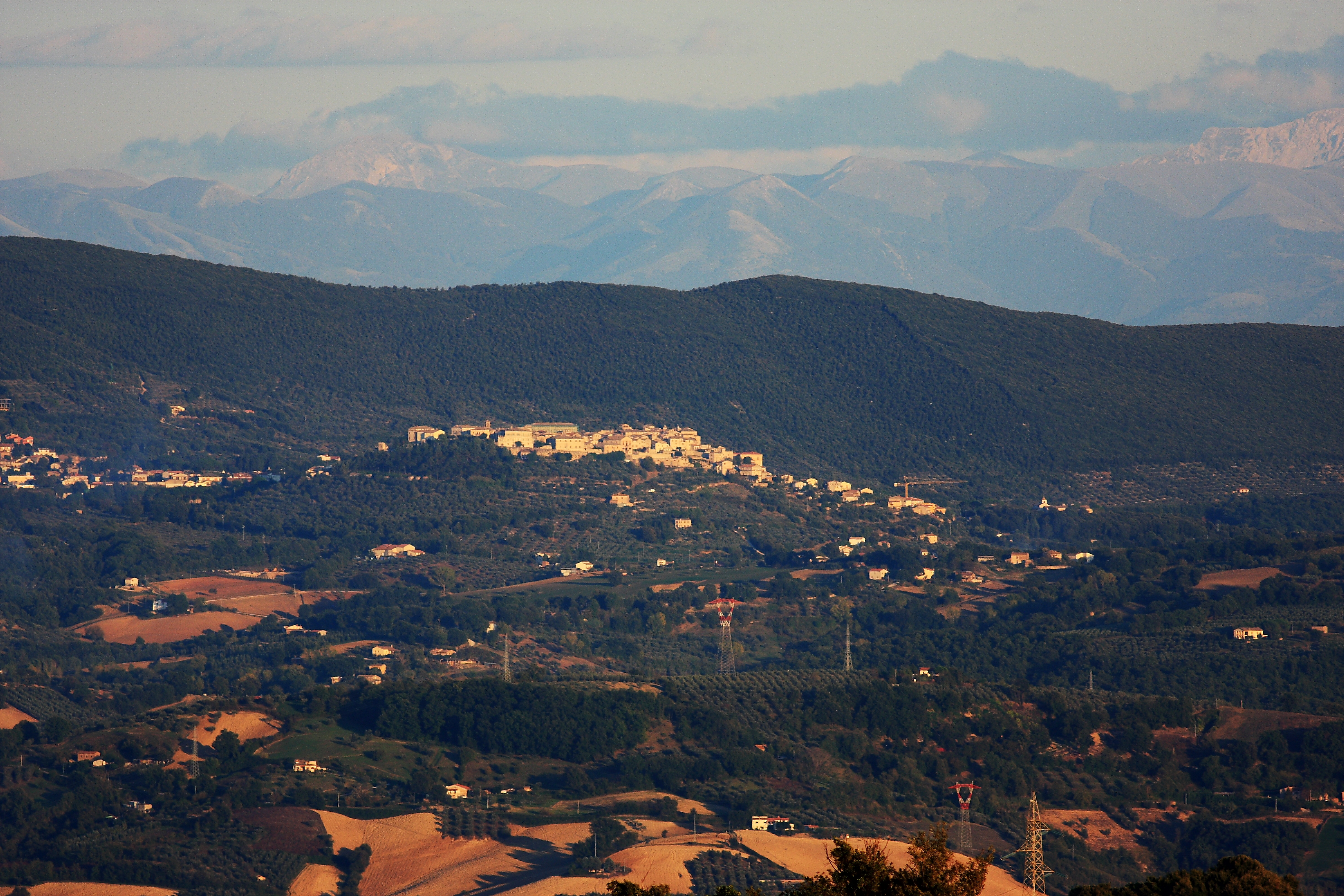
Lugnano in Teverina e i contrafforti collinari digradanti verso la Valle del Tevere

La necropoli dei bambini di Lugnano, sulla sinistra idrografica della valle del Tevere, è un eccezionale ritrovamento archeologico di epoca tardo romana, consistente in una numerosa serie di sepolture che, sulla base delle ceramiche ritrovate, sono state datate intorno alla metà del V secolo.
Una delle tante particolarità, da cui deriva il nome attribuito, dipende dal fatto che le sepolture riguardano esclusivamente corpi di bambini (in maggioranza neonati) e feti abortivi, in numero, rispettivamente, di 25 e 22.
Una numerosa serie di indizi suggerisce che le morti si consumarono tutte in un arco di tempo brevissimo; una circostanza questa che ha indirizzato gli studiosi verso l'ipotesi di una pestilenza. La ricerca delle esatte cause della moria ha dato origine ad un fruttuoso filone di ricerca interdisciplinare che, con una serie di argomentazioni, è giunto alla conclusione di trovarsi di fronte alla prima evidenza archeologica della malaria.
Sono stati inoltre riconosciuti i segni della persistenza, all'interno di un'area ormai da tempo cristianizzata, di antichi riti di stregoneria e di sacrifici pagani. 
Di converso, la mancanza di alcun segno di cristianità nelle sepolture, può addirittura lasciare prefigurare la sopravvivenza, nella tarda antichità, di una comunità ancora profondamente permeata da una religiosità pagana. L'unico segno riferibile ad un possibile influsso della spiritualità cristiana, può essere la stessa circostanza della sepoltura di bambini di così breve esistenza: si tratta infatti di un'usanza sconosciuta al mondo romano precristiano.
La scoperta fornisce lo spunto per importanti implicazioni sulla cronologia e sulla storia epidemiologica della penetrazione della malaria in occidente. Essa ha permesso inoltre di avanzare affascinanti ipotesi sul ruolo attivo che la malaria potrebbe aver giocato quale cofattore del declino del mondo antico. Ma paradossalmente, quella stessa epidemia che falcidiò i bambini di Lugnano potrebbe aver avuto un ruolo importante nel proteggere le antichità romane dalla distruzione, condizionando le scelte di Attila che, nel 452, rinunciò repentinamente al suo proposito di calare su Roma: una decisione di grande portata storica, ma la cui genesi non trova altrove una convincente spiegazione.

## Gli scavi
Gli scavi, compiuti negli anni 1988-1992 dall'équipe del prof. David Soren dell'Università dell'Arizona a Tucson, hanno riportato alla luce la necropoli in una località collinare detta Poggio Gramignano, ubicata nella media valle del Tevere, sulla sinistra idrografica del fiume, nel comune di Lugnano in Teverina, ad un'altezza di 185 m slm. Le sepolture sono state rinvenute all'interno di una villa romana di età augustea, costruita intorno al 15 d.C., ma già in rovina dal III secolo. La costruzione si adagiava su ondulazioni collinari affacciate sul Tevere, il cui corso si snoda circa 3,5 km più a sud. La villa era già in piccola parte conosciuta grazie alle sessioni di scavo condotte da Daniela Monacchi nel 1982 e 1984. Gli scavi di Soren e collaboratori, hanno incidentalmente rivelato che i pochi resti della villa fino ad allora conosciuti facevano parte di un ben più esteso complesso, articolato su oltre 1800 m2. L'area interessata dalla necropoli è costituita da cinque stanze facenti parte degli ambienti residenziali riservati alla servitù. Questi ambienti, addossati a un'ondulazione della collina a nordovest della villa, si trovavano collocati in posizione dominante rispetto alla dimora gentilizia.

## Le sepolture
Tra i sistemi di inumazione utilizzati vi è quello che vien detto a cista o a enchytrismos: i corpi, in posizione raccolta, furono inseriti (incistati) all'interno di contenitori, in questo caso anfore riadattate allo scopo. Non si tratta comunque dell'unico sistema adoperato: altri corpi furono semplicemente inumati oppure collocati sotto frammenti di anfora o, in altri casi, protetti da rudimentali alloggiamenti, rettangolari o spioventi, realizzarti con tegole e frammenti ceramici provenienti dalla villa in rovina. Le sepolture di feti e neonati furono confinate in due delle cinque stanze; a questi corpi sono dedicate le sepolture meno elaborate.

## Reperti e resti animali e vegetali
Molto peculiare è la varietà dei reperti che hanno accompagnato le inumazioni:
- una bambola d'osso intagliato[5], privata degli arti
- un braccialetto infantile[6]
- una coppia di calderoni di bronzo[7] impilati;
- una pentola in posizione rovesciata[8], al di sotto della quale si celava un recipiente in vetro per il versamento di liquidi e un osso di mammifero

Gli strati portati alla luce hanno rivelato la contemporanea deposizione di interessanti resti animali e vegetali, come: 
- un artiglio dal tallone di un corvo[9]
- parte dello scheletro di un rospo[10]
- resti carbonizzati di caprifoglio
- resti scheletrici di una dozzina di cagnolini di 5-6 mesi d'età, di un esemplare di circa un anno[11] e l'incisivo di un cane adulto. Gli scheletri dei cani mostrano segni di smembramento: i pezzi sono poi distribuiti su più livelli di terreno.
- i resti dei cani dilaniati ricorrevano esclusivamente nei pressi delle inumazioni di feti e neonati che, come detto, occupavano due delle cinque stanze.

### Sopravvivenza di rituali magici e culti precristiani
Sia gli oggetti che gli animali, di certo non direttamente collegabili ai defunti, sono stati interpretati come evidenti indizi di sacrifici e rituali magici e apotropaici, eseguiti in occasione delle sepolture ed in assenza di alcuna simbologia cristiana; si tratta, per gli autori della ricerca, di un'importante testimonianza della sopravvivenza di rituali pagani in un'area che secondo la propaganda ufficiale doveva dirsi cristianizzata. 
In particolare, agli occhi degli scopritori, i resti dei cani, dilaniati prima della loro deposizione, appaiono come elementi di un rituale sacrificale di purificazione delle donne abortenti. 
In effetti gli autori forniscono un completo resoconto dei riscontri sull'utilizzo di simili oggetti ed animali in connessione a riti di stregoneria. È attestato ad esempio l'utilizzo di sacrifici di cani sia in funzione apotropaica sia in riti di purificazione, essendo nota peraltro le superstizioni sull'impurità delle madri abortenti.
Per quanto riguarda i destinatari dei sacrifici e delle offerte rituali, deve trattarsi sicuramente divinità infere e non celesti. Soren ritiene plausibile che la destinataria dei rituali sia Ecate, deità ctonia e psicopompa, collegata al culto dei morti e, specificamente, all'accompagnamento dei morti prematuri; è significativa l'associazione del suo culto ai cani e, in particolare, ai cuccioli.
Lo scavo, così, darebbe conferma archeologica al modello esplicativo del fenomeno "cristianizzazione" illustrato da Cinzio Violante, secondo cui nell'età tardoantica, e fino agli inizi dell'alto medioevo, vi sarebbe stata una scarsa diffusione del processo di cristianizzazione, basato su una rete disarticolata e composta di insediamenti religiosi di basso profilo, nella quale trovavano posto anche alcune fondazioni private di cui non si conosce l'entità, ma che non sembrano in numero rilevante.

## Lo schema inusuale di deposizione
La deposizione dei cadaveri nelle cinque stanze si sviluppa secondo uno schema che gli scopritori non esitano a definire inusuale per una necropoli di epoca romana:
- il lavoro di inumazione ha dato luogo ad una successione di sottili accumuli di terra, gli ultimi dei quali sono costituiti in prevalenza da ceneri. Gli accumuli si sono stratificati fino a raggiungere un notevole spessore, causando l'elevazione per circa tre metri del livello del suolo nelle stanze
- all'interno di questa successione stratigrafica i resti umani sono distribuiti su vari livelli di profondità, con una intensificazione degli eventi al livello superiore
- nonostante la fitta stratificazione, l'uniformità dei resti ceramici e la corrispondenza tra giunzioni di frammenti fittili appartenenti a diversi livelli, hanno permesso di concludere che tutte le deposizioni appartengono ad un unico strato archeologico
- l'analisi dei campioni dei suoli interessati ha confermato l'uniformità dei vari strati
- sui resti dei cani dilaniati, di cui si è già detto, non vi è nessuno dei tipici segni rilevatori di un'esposizione agli agenti atmosferici: la loro dispersione su più strati non può essere attribuita a casuali interramenti successivi ma deve essere avvenuta in un breve arco di tempo

Questi elementi permettono di affermare, come già anticipato, che le sepolture si susseguirono in uno strettissimo lasso di tempo, valutabile nell'ordine di poche settimane, se non addirittura di pochi giorni, con un ritmo di inumazione che si andò intensificando dalla prima e singola deposizione, attraverso sepolture multiple che si sono via via sovrapposte.

## La stagione delle morti
È stato anche possibile individuare la stagione dell'anno a cui risalgono le morti: la presenza di resti carbonizzati di caprifoglio, un arbusto di macchia mediterranea che fiorisce e va a seme in piena estate, ha permesso di collocare gli eventi nella stagione più calda.
Questo collima con i sacrifici animali. È nota da Plinio l'usanza dei sacrifici di cani contro le febbri estive; il cane era infatti collegato a Sirio, stella della costellazione del Cane, un astro associato fin dall'antichità al pieno della stagione estiva, quando avveniva la sua sorgenza eliaca.

## La causa delle morti

### L'ipotesi di Mario Coluzzi
Gli elementi esposti nelle sezioni precedenti hanno portato gli studiosi a credere che l'accumularsi di tante morti infantili in un breve lasso di tempo sia stato dovuto ad una forma di epidemia. 
Le ossa dei bambini, peraltro, con la loro struttura a nido d'ape, mostravano chiari segni di anemia; una circostanza questa che ha fatto emergere un'affascinante ipotesi sulla possibile causa dei decessi: essi, secondo Mario Coluzzi, parassitologo dell'Università La Sapienza, sono da imputarsi alla malaria, la cui recrudescenza, sul territorio italiano, è tradizionalmente associata al periodo estivo.

### Riscontri storico letterari
Esiste un preciso riscontro letterario alla conclamata insalubrità dei luoghi: nell'estate del 467 - siamo a pochi anni dal dramma consumatosi tra i neonati di Lugnano - Sidonio Apollinare, nobile di origini galliche, poeta, vescovo di Clermont-Ferrand, funzionario imperiale e infine santo, percorse l'Italia da Ravenna a Roma per incontrarvi l'imperatore Antemio. Nel suo viaggio attraversò proprio i luoghi insalubri dell'Umbria e dell'Etruria lasciandoci una vivida testimonianza degli effetti dei miasmi venefici: febbri e accessi di sete insaziabile, evidenti sintomi malarici.
(Sidonio Apollinare, Epistulae, I.5, 8-9)

#### Possibili collegamenti con la ritirata di Attila
Gli anni della morìa infantile e prenatale di Lugnano sono gli stessi in cui Attila e i suoi Unni sembravano sul punto di calare su Roma. Nel 452, inspiegabilmente, Attila desisterà dai suoi propositi facendo marcia indietro con il suo esercito: le Leges novellae divi Valentiniani (V secolo) registrano come, tra i motivi che determinarono la rinuncia, vi fosse l'imperversare di una non meglio precisata pestilenza, più a sud, sulla strada che conduceva a Roma. Non è azzardato, secondo gli autori degli scavi, collegare questa notizia alla cronaca epistolare di Sidonio, solo di pochi anni successiva, e concludere così che dietro quella pestilenza non si nascondesse altro che la malaria.

### Riscontri genetici
Le ossa, sottoposte ad analisi presso l'Institute of Science and Technology dell'Università di Manchester e il di Dept. of Evolution, Genomics and Systematics dell'Università di Uppsala, hanno rivelato la presenza inequivocabile di resti di DNA appartenenti al parassita Plasmodium falciparum.
Sono state così individuate le seguenti sequenze di basi azotate di RNA ribosomiale (rRNA): 
- agaaataaca atacaatatc gaaaaatgat tttgtaattg gaatgatagg aatttacaag gttcctagag aaaccattgg agggcaagt
- agaaataaca atacaatatc gaaaaatgat tttgtaattg gaatgatagg aattgacaag gttcctagag aaacaattgg agggcaagt[22]

Si tratterebbe in questo caso di una scoperta archeologica di straordinaria importanza per la ricerca medica: la necropoli di Poggio Gramignano è la più antica testimonianza della penetrazione, in Europa e nel mondo mediterraneo, del falciparum, la specie di plasmodium responsabile della forma fatale di malaria, un evento epidemiologico che avrà notevoli ripercussioni sulla storia europea dei secoli a venire.

## Esposizione museale
Gli scavi hanno visto il sorgere di una fruttuosa collaborazione tra la Soprintendenza per l'Umbria, gli archeologi e i loro studenti, il comune di Lugnano in Teverina, l'associazione Pro loco e la gente del luogo che ha preso materialmente parte agli scavi. Un risultato collaterale è stato l'affascinante allestimento di un'esposizione di reperti all'interno di un antiquarium realizzato nel palazzo comunale di Lugnano, in via Umberto I.

## Approfondimenti

### Archeologia
- Il voluminoso resoconto degli autori degli scavi:
  - David Soren, Noelle Soren (ed.). A Roman villa and a late Roman infant cemetery: excavation at Poggio Gramignano Lugnano in Teverina. Roma, L'Erma di Bretschneider, 1999 ISBN 978-88-7062-989-7
- Il direttore degli scavi ha ritenuto utile preparare una guida sulle tecniche di scavo da applicarsi in casi analoghi:
  - David Soren, Can Archaeologists Excavate Evidence of Malaria?. World Archaeology, Vol. 35, No. 2, Archaeology of Epidemic and Infectious Disease (Oct., 2003), pp. 193–209 (da JSTOR) Abstract

### Storia e della malaria e paleopatologia
Da uno degli autori delle indagini genetiche:
- Robert Sallares. Malaria and Rome: A History of Malaria in Ancient Italy. 2002, Oxford University Press, ISBN 978-0-19-924850-6
  -  Anteprima limitata da Google books, su books.google.it.

Alison Abbott. Earliest malaria DNA found in Roman baby graveyard. Nature, 412, 847, 30 agosto 2001 (richiede la sottoscrizione per l'accesso al testo completo)

### Mass media
- L'inaspettata ipotesi di un collegamento con la rinuncia di Attila non ha mancato di avere un'eco sui mass media:
  - (EN) John Noble Wilford, DNA Shows Malaria Helped Topple Rome, su The New York Times, 20 febbraio 2001. URL consultato il 2 febbraio 2022 (archiviato dall'url originale il 20 marzo 2016).
  - Children's Cemetery a Clue To Malaria as Rome Declined, di John Noble Wilford (The New York Times, 26 luglio 1994)

### Banche dati molecolari
- BLAST Basic Local Alignment Search Tool per il confronto di sequenze di Basi azotate, dal sito del National Center for Biotechnology Information (NCBI).

### Altre immagini
- Immagini dal sito della Comunità Montana Amerino Croce di Serra